# Борисівка (станція)
Бори́сівка — вантажно-пасажирська залізнична станція Луганської дирекції Донецької залізниці.
Розташована на крайньому півдні м. Луганськ, Ленінський район, Донецької області на лінії Луганськ — Лутугине між станціями Лутовинівське Селище (8 км) та Коноплянівка (8 км).
Відкрита 1926 р. Через військову агресію Росії на сході України транспортне сполучення припинене.